# Rajd Barum 2016
Rajd Barum 2016 (46. Barum Rally Zlín) – 46 edycja Rajdu Barum rozgrywanego w Czechach. Rozgrywany był od 26 do 28 sierpnia 2016 roku. Była to ósma runda Rajdowych Mistrzostw Europy w roku 2016. Składał się z 15 odcinków specjalnych.

## Wyniki rajdu[1]
| Miejsce | Kierowca        | Pilot              | Samochód          | Czas      | Strata  |
| ------- | --------------- | ------------------ | ----------------- | --------- | ------- |
| 1       | Jan Kopecký     | Pavel Dresler      | Škoda Fabia R5    | 2:07:34.7 | –       |
| 2       | Tomáš Kostka    | Ladislav Kučera    | Škoda Fabia R5    | 2:10:08.7 | +2:34.0 |
| 3       | Jan Černý       | Petr Černohorský   | Škoda Fabia R5    | 2:10:16.6 | +2:41.9 |
| 4       | Pavel Valoušek  | Veronika Havelková | Škoda Fabia R5    | 2:11:22.4 | +3:47.7 |
| 5       | Fabian Kreim    | Frank Christian    | Škoda Fabia R5    | 2:12:50.8 | +5:16.1 |
| 6       | Martin Vlček    | Jindřiška Žáková   | Ford Fiesta R5    | 2:12:52.6 | +5:17.9 |
| 7       | Vojtěch Štajf   | František Rajnoha  | Škoda Fabia R5    | 2:13:18.0 | +5:43.3 |
| 8       | Miroslav Jakeš  | Marcela Ehlová     | Škoda Fabia S2000 | 2:13:35.2 | +6:00.5 |
| 9       | Cédric Cherain  | Filip Cuvelier     | Ford Fiesta R5    | 2:14:15.1 | +6:40.4 |
| 10      | Roman Odložilík | Martin Tureček     | Ford Fiesta R5    | 2:14:36.7 | +7:02.0 |